# Dagli Appennini alle Ande (miniserie televisiva)
Dagli Appennini alle Ande è una miniserie televisiva italiana del 1990, diretta da Pino Passalacqua e con protagonista Umberto Caglini.

Nel cast anche Giuliano Gemma, María del Carmen San Martín e Constanze Engelbrecht.
La miniserie, trasmessa in tre puntate da Canale 5 a partire dal 3 ottobre 1990, è ispirata dall'omonimo racconto tratto dal libro Cuore (1886) di Edmondo De Amicis, di cui costituisce una libera trasposizione in chiave moderna.

## Trama
Marco Vigano, un ragazzino di 13 anni che vive in Svizzera con il padre, l'Ing. Vittorio Vigano, dopo aver visto durante un viaggio a Venezia un reportage sui desaparecidos, decide un giorno di partire per l'Argentina alla ricerca della madre, scomparsa negli anni settanta durante la dittatura militare.

## Titoli della miniserie in altri Paesi
- Germania: Marco – Über Meere und Berge